# Teodozijeva cisterna
Teodozijeva cisterna (grško Κινστέρνα Θεοδοσίου, turško Şerefiye Sarnıcı) je ena od mnogih starodavnih cistern Konstantinopla, ki ležijo pod mestom Carigrad v Turčiji. Sodoben vhod je v Piyer Loti Caddesi v Fatihu.

## Ozadje
Konstantinopel je imel premalo vodnih virov. Ker potok Likos, ki teče preko zgodovinskega polotoka, ni predstavljal učinkovite oskrbe z vodo, je bilo treba vodo pripeljati do mesta. Skladiščenje vode je bilo potrebno tudi zaradi gostote prebivalstva in obleganj. Skozi stoletja je mesto zgradilo in uporabljalo veliko število odprtih in pokritih cistern.

## Zgodovina
Cisterno je zgradil rimski cesar Teodozij II. (vladal 402–450) med letoma 428 in 443 za shranjevanje vode, ki jo dovaja Valensov akvadukt. Vodo iz Valensovega akvadukta je Teodozijeva cisterna prerazporedila iz prvotnega izvora v Nimfej, Zevksipove terme in Veliko palačo.

## Arhitektura
Območje cisterne je približno 20 krat 40 m, streho s 45 oboki pa podpira 32 marmornih stebrov, visokih približno 11 m. Vsi kapiteli stebrov so korintskega reda s stiliziranimi akantovimi listi, ki imajo zgoraj bloke impostov. Marmor za stebre je bil pripeljan z otoka Marmara. Notranje stene cisterne so prekrite z vodoodpornim ometom, njeni vogali pa so zakrivljeni, da prenesejo pritisk vode. Debelina stene je okoli 2,5 m.

## Obdobje Osmanskega cesarstva
V obdobju Osmanskega cesarstva cisterne niso bile v uporabi, ker je negazirana voda veljala za nezdravo.
V poznem 18. ali začetku 19. stoletja je bil njen obstoj popolnoma pozabljen. Na tem mestu so zgradili veliko zasebno posestvo, ki so ga od leta 1912 dalje uporabljale občinske službe in je dolgo let ležala skrita.

## Danes
Leta 2010 je bila cisterna ponovno odkrita pod stavbo, ko je carigrajska metropolitanska občina porušila prizidek. Lokalno se imenuje Cisterna Şerefiye po soseski, v kateri stoji.
Tako kot Cisterna bazilika in Filoksenova cisterna je ponovno odprta za javnost, saj so jo do aprila 2018 obnavljali osem let.
Sistem za 360-stopinjsko projekcijsko kartiranje, integriran v strukturo cisterne, ponuja obiskovalcem izjemno muzejsko izkušnjo.